# Neue Bulgarische Universität

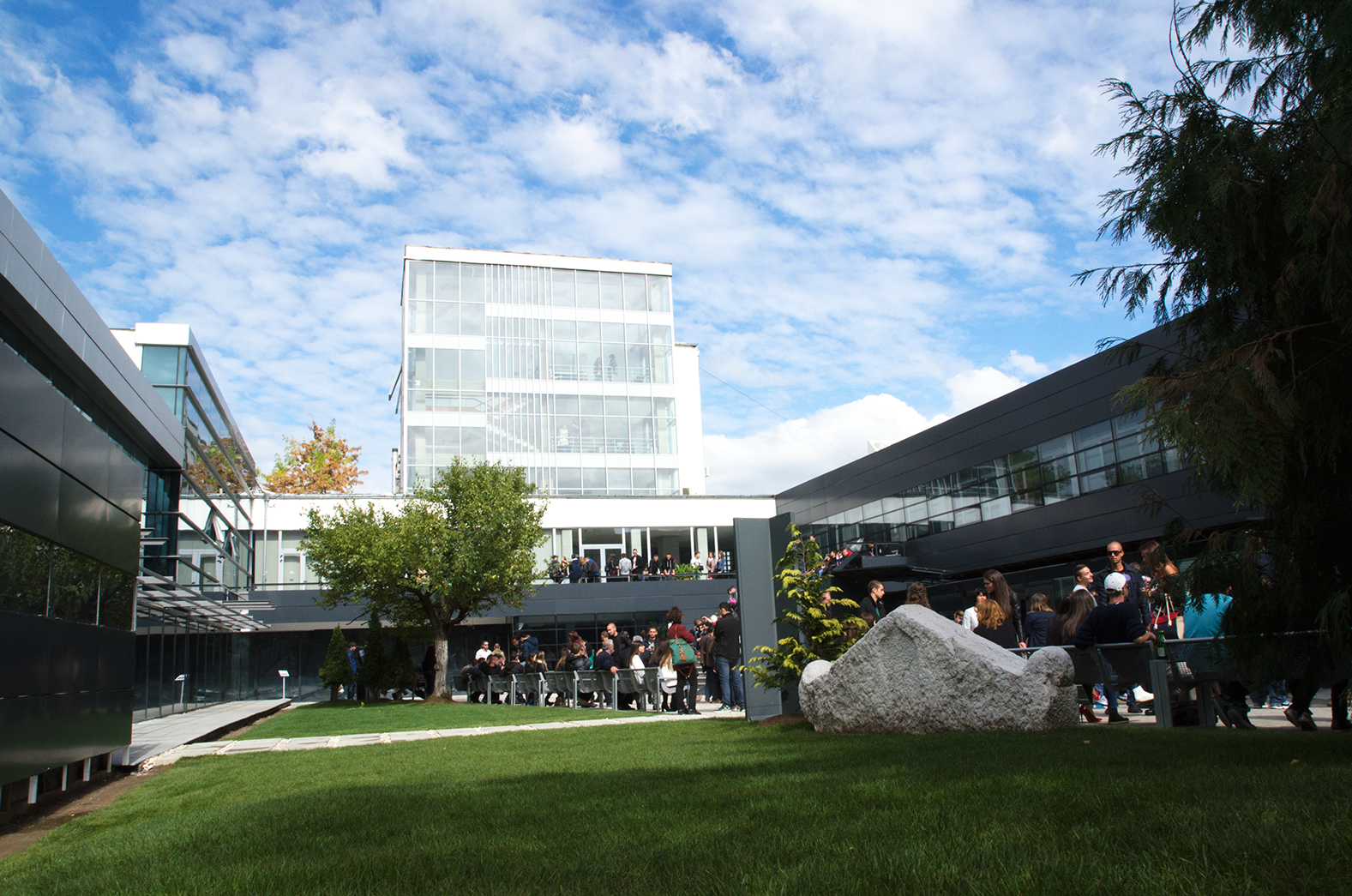
Campus der NBU

Die Neue Bulgarische Universität (bulgarisch und offiziell: Нов български университет/Now balgarski uniwersitet, kurz НБУ/NBU) ist eine Universität in der bulgarischen Hauptstadt Sofia mit rund 7.500 Studenten.
Die Universität befindet sich im Stadtteil Owtscha kupel und wurde am 18. September 1991 durch Intellektuelle mit der Absicht gegründet, das post-kommunistische bulgarische Studium zu modernisieren. Derzeitiger Rektor ist der Literaturwissenschaftler Plamen Dojnov.